# Gregg Township (Union County, Pennsylvania)
Gregg Township ist eine Ortschaft (Township) im Union County, Pennsylvania, Vereinigte Staaten. Das U.S. Census Bureau hat bei der Volkszählung 2020 eine Einwohnerzahl von 4.096 ermittelt.
Von den 4984 Personen, die im Jahre 2010 in Gregg Township lebten, waren 3864 Insassen des Bundesgefängnisses Federal Correctional Complex, Allenwood.
Das Gebiet von Gregg Township wurde 1861 aus Brady Township im Lycoming County gelöst und 1865 nach dem Politiker Andrew Gregg benannt. Gregg Township grenzt im Westen und Norden an das Lycoming County, im Osten an das Northumberland County jenseits des West Branch Susquehanna River, und im Süden an White Deer Township, die wie Gregg Township im Union County liegt.
Die ländliche Gegend von Gregg Township ist von Bauernhöfen und Wäldern geprägt. Auch abgesehen von den Insassen des Bundesgefängnisses wohnen die meisten Einwohner im Ortsteil Allenwood.
Die inzwischen durch eine moderne Betonbrücke ersetzte historische Allenwood River Bridge (zwischen Union County und Northumberland County) und das Benjamin Griffey House sind im National Register of Historic Places verzeichnet.

## In Gregg Township geboren
- Seth Kinman (1815–1888), Jäger und früher Siedler im Humboldt County, Kalifornien